# Кансэй
Кансэй (яп. 寛政 кансэй, терпимое (либеральное) правительство) — девиз правления (нэнго) японского императора Кокаку, использовавшийся с 1789 по 1801 год.

## Продолжительность
Начало и конец эры:
- 25-й день 1-й луны 9-го года Тэммэй (по григорианскому календарю — 19 февраля 1789);
- 5-й день 2-й луны 13-го года Кансэй (по григорианскому календарю — 19 марта 1801).

## Происхождение
Название нэнго было заимствовано из древнекитайского сочинения Цзо чжуань:「施之以寛、寛以済猛、猛以済寛、政是以和」.

## События
Эра Кансэй ознаменовалась чередой реформ, известной как Реформы годов Кансэй. Главный идеолог реформ, Мацудайра Саданобу, стал главным советником сёгуна (родзю) в 1787 году, а в начале следующего года стал регентом при новом 11-м сёгуне Токугаве Иэнари. Преобразования были реакционным ответом на действия предыдущего родзю, Танумы Окицугу, чьи попытки либеральных реформ сёгуната были преданы забвению.
- 1790 год (2-й год Кансэй) — Мацудайра Саданобу издал декрет «Кансэй игаку-но кин» («О запрещении других учений», «Эдикт о запрещении распространения неортодоксальных философских учений»)[8];
- 1790 год (2-й год Кансэй) — в столице учредили лагерь трудового перевоспитания (Нинсоку ёсэба). Его основателем считается глава полицейского отряда по борьбе с поджогами и грабежами Хасэгава Хэйдзо (1745—1795). В заболоченном устье реки Сумида огородили участок площадью 53 тысячи м2 и поставили там два барака (позднее к ним прибавился третий)[9];
- февраль 1792 года (4-й год Кансэй) — извержение вулкана Ундзэн (современная префектура Нагасаки). Извержение унесло жизни 5 тысяч человек в городе Симабара, а последовавшее за ним цунами — ещё 10 тысяч жизней[10];
- 1798 год (10-й год Кансэй) — календарная реформа годов Кансэй (яп. 寛政暦);
- 1800 год (12-й год Кансэй) — все городское население страны насчитывало 3 миллиона 970 тысяч человек[11];

## Сравнительная таблица
Ниже представлена таблица соответствия японского традиционного и европейского летосчисления. В скобках к номеру года японской эры указано название соответствующего года из 60-летнего цикла китайской системы гань-чжи. Японские месяцы традиционно названы лунами.
| 1-й год Кансэй (Земляной Петух)          | 1-я луна        | 2-я луна   | 3-я луна*               | 4-я луна  | 5-я луна*               | 6-я луна  | 6-я луна (високосная) * | 7-я луна*               | 8-я луна    | 9-я луна*  | 10-я луна  | 11-я луна*             | 12-я луна      |
| ---------------------------------------- | --------------- | ---------- | ----------------------- | --------- | ----------------------- | --------- | ----------------------- | ----------------------- | ----------- | ---------- | ---------- | ---------------------- | -------------- |
| Григорианский календарь                  | 26 января 1789  | 25 февраля | 27 марта                | 25 апреля | 25 мая                  | 23 июня   | 23 июля                 | 21 августа              | 19 сентября | 19 октября | 17 ноября  | 17 декабря             | 15 января 1790 |
| Юлианский календарь                      | 15 января 1789  | 14 февраля | 16 марта                | 14 апреля | 14 мая                  | 12 июня   | 12 июля                 | 10 августа              | 8 сентября  | 8 октября  | 6 ноября   | 6 декабря              | 4 января 1790  |
| 2-й год Кансэй (Металлическая Собака)    | 1-я луна        | 2-я луна*  | 3-я луна                | 4-я луна  | 5-я луна*               | 6-я луна  | 7-я луна*               | 8-я луна*               | 9-я луна    | 10-я луна* | 11-я луна  | 12-я луна*             |                |
| Григорианский календарь                  | 14 февраля 1790 | 16 марта   | 14 апреля               | 14 мая    | 13 июня                 | 12 июля   | 11 августа              | 9 сентября              | 8 октября   | 7 ноября   | 6 декабря  | 5 января 1791          |                |
| Юлианский календарь                      | 3 февраля 1790  | 5 марта    | 3 апреля                | 3 мая     | 2 июня                  | 1 июля    | 31 июля                 | 29 августа              | 27 сентября | 27 октября | 25 ноября  | 25 декабря             |                |
| 3-й год Кансэй (Металлическая Свинья)    | 1-я луна        | 2-я луна*  | 3-я луна                | 4-я луна  | 5-я луна*               | 6-я луна  | 7-я луна*               | 8-я луна                | 9-я луна*   | 10-я луна  | 11-я луна* | 12-я луна              |                |
| Григорианский календарь                  | 3 февраля 1791  | 5 марта    | 3 апреля                | 3 мая     | 2 июня                  | 1 июля    | 31 июля                 | 29 августа              | 28 сентября | 27 октября | 26 ноября  | 25 декабря             |                |
| Юлианский календарь                      | 23 января 1791  | 22 февраля | 23 марта                | 22 апреля | 22 мая                  | 20 июня   | 20 июля                 | 18 августа              | 17 сентября | 16 октября | 15 ноября  | 14 декабря             |                |
| 4-й год Кансэй (Водяная Крыса)           | 1-я луна*       | 2-я луна   | 2-я луна (високосная) * | 3-я луна  | 4-я луна*               | 5-я луна  | 6-я луна                | 7-я луна*               | 8-я луна    | 9-я луна*  | 10-я луна  | 11-я луна*             | 12-я луна      |
| Григорианский календарь                  | 24 января 1792  | 22 февраля | 23 марта                | 21 апреля | 21 мая                  | 19 июня   | 19 июля                 | 18 августа              | 16 сентября | 16 октября | 14 ноября  | 14 декабря             | 12 января 1793 |
| Юлианский календарь                      | 13 января 1792  | 11 февраля | 12 марта                | 10 апреля | 10 мая                  | 8 июня    | 8 июля                  | 7 августа               | 5 сентября  | 5 октября  | 3 ноября   | 3 декабря              | 1 января 1793  |
| 5-й год Кансэй (Водяной Бык)             | 1-я луна*       | 2-я луна   | 3-я луна*               | 4-я луна  | 5-я луна*               | 6-я луна  | 7-я луна*               | 8-я луна                | 9-я луна    | 10-я луна* | 11-я луна  | 12-я луна*             |                |
| Григорианский календарь                  | 11 февраля 1793 | 12 марта   | 11 апреля               | 10 мая    | 9 июня                  | 8 июля    | 7 августа               | 5 сентября              | 5 октября   | 4 ноября   | 3 декабря  | 2 января 1794          |                |
| Юлианский календарь                      | 31 января 1793  | 1 марта    | 31 марта                | 29 апреля | 29 мая                  | 27 июня   | 27 июля                 | 25 августа              | 24 сентября | 24 октября | 22 ноября  | 22 декабря             |                |
| 6-й год Кансэй (Деревянный Тигр)         | 1-я луна        | 2-я луна*  | 3-я луна                | 4-я луна* | 5-я луна*               | 6-я луна  | 7-я луна*               | 8-я луна                | 9-я луна    | 10-я луна  | 11-я луна* | 11-я луна (високосная) | 12-я луна*     |
| Григорианский календарь                  | 31 января 1794  | 2 марта    | 31 марта                | 30 апреля | 29 мая                  | 27 июня   | 27 июля                 | 25 августа              | 24 сентября | 24 октября | 23 ноября  | 22 декабря             | 21 января 1795 |
| Юлианский календарь                      | 20 января 1794  | 19 февраля | 20 марта                | 19 апреля | 18 мая                  | 16 июня   | 16 июля                 | 14 августа              | 13 сентября | 13 октября | 12 ноября  | 11 декабря             | 10 января 1795 |
| 7-й год Кансэй (Деревянный Кролик)       | 1-я луна        | 2-я луна*  | 3-я луна                | 4-я луна* | 5-я луна*               | 6-я луна  | 7-я луна*               | 8-я луна                | 9-я луна    | 10-я луна* | 11-я луна  | 12-я луна              |                |
| Григорианский календарь                  | 19 февраля 1795 | 21 марта   | 19 апреля               | 19 мая    | 17 июня                 | 16 июля   | 15 августа              | 13 сентября             | 13 октября  | 12 ноября  | 11 декабря | 10 января 1796         |                |
| Юлианский календарь                      | 8 февраля 1795  | 10 марта   | 8 апреля                | 8 мая     | 6 июня                  | 5 июля    | 4 августа               | 2 сентября              | 2 октября   | 1 ноября   | 30 ноября  | 30 декабря             |                |
| 8-й год Кансэй (Огненный Дракон)         | 1-я луна*       | 2-я луна   | 3-я луна*               | 4-я луна  | 5-я луна*               | 6-я луна* | 7-я луна                | 8-я луна*               | 9-я луна    | 10-я луна* | 11-я луна  | 12-я луна              |                |
| Григорианский календарь                  | 9 февраля 1796  | 9 марта    | 8 апреля                | 7 мая     | 6 июня                  | 5 июля    | 3 августа               | 2 сентября              | 1 октября   | 31 октября | 29 ноября  | 29 декабря             |                |
| Юлианский календарь                      | 29 января 1796  | 27 февраля | 28 марта                | 26 апреля | 26 мая                  | 24 июня   | 23 июля                 | 22 августа              | 20 сентября | 20 октября | 18 ноября  | 18 декабря             |                |
| 9-й год Кансэй (Огненная Змея)           | 1-я луна        | 2-я луна*  | 3-я луна                | 4-я луна* | 5-я луна                | 6-я луна* | 7-я луна*               | 7-я луна (високосная) * | 8-я луна    | 9-я луна*  | 10-я луна  | 11-я луна              | 12-я луна      |
| Григорианский календарь                  | 28 января 1797  | 27 февраля | 28 марта                | 27 апреля | 26 мая                  | 25 июня   | 24 июля                 | 22 августа              | 20 сентября | 20 октября | 18 ноября  | 18 декабря             | 17 января 1798 |
| Юлианский календарь                      | 17 января 1797  | 16 февраля | 17 марта                | 16 апреля | 15 мая                  | 14 июня   | 13 июля                 | 11 августа              | 9 сентября  | 9 октября  | 7 ноября   | 7 декабря              | 6 января 1798  |
| 10-й год Кансэй (Земляная Лошадь)        | 1-я луна*       | 2-я луна   | 3-я луна                | 4-я луна* | 5-я луна                | 6-я луна* | 7-я луна*               | 8-я луна                | 9-я луна*   | 10-я луна* | 11-я луна  | 12-я луна              |                |
| Григорианский календарь                  | 16 февраля 1798 | 17 марта   | 16 апреля               | 16 мая    | 14 июня                 | 14 июля   | 12 августа              | 10 сентября             | 10 октября  | 8 ноября   | 7 декабря  | 6 января 1799          |                |
| Юлианский календарь                      | 5 февраля 1798  | 6 марта    | 5 апреля                | 5 мая     | 3 июня                  | 3 июля    | 1 августа               | 30 августа              | 29 сентября | 28 октября | 26 ноября  | 26 декабря             |                |
| 11-й год Кансэй (Земляная Коза)          | 1-я луна*       | 2-я луна   | 3-я луна                | 4-я луна  | 5-я луна*               | 6-я луна* | 7-я луна                | 8-я луна*               | 9-я луна    | 10-я луна* | 11-я луна* | 12-я луна              |                |
| Григорианский календарь                  | 5 февраля 1799  | 6 марта    | 5 апреля                | 5 мая     | 4 июня                  | 3 июля    | 1 августа               | 31 августа              | 29 сентября | 29 октября | 27 ноября  | 26 декабря             |                |
| Юлианский календарь                      | 25 января 1799  | 23 февраля | 25 марта                | 24 апреля | 24 мая                  | 22 июня   | 21 июля                 | 20 августа              | 18 сентября | 18 октября | 16 ноября  | 15 декабря             |                |
| 12-й год Кансэй (Металлическая Обезьяна) | 1-я луна        | 2-я луна*  | 3-я луна                | 4-я луна  | 4-я луна (високосная) * | 5-я луна  | 6-я луна*               | 7-я луна                | 8-я луна*   | 9-я луна   | 10-я луна* | 11-я луна              | 12-я луна*     |
| Григорианский календарь                  | 25 января 1800  | 24 февраля | 25 марта                | 24 апреля | 24 мая                  | 22 июня   | 22 июля                 | 20 августа              | 19 сентября | 18 октября | 17 ноября  | 16 декабря             | 15 января 1801 |
| Юлианский календарь                      | 14 января 1800  | 13 февраля | 13 марта                | 12 апреля | 12 мая                  | 10 июня   | 10 июля                 | 8 августа               | 7 сентября  | 6 октября  | 5 ноября   | 4 декабря              | 3 января 1801  |
| 13-й год Кансэй (Металлический Петух)    | 1-я луна        | 2-я луна*  | 3-я луна                | 4-я луна* | 5-я луна                | 6-я луна* | 7-я луна                | 8-я луна                | 9-я луна*   | 10-я луна  | 11-я луна* | 12-я луна              |                |
| Григорианский календарь                  | 13 февраля 1801 | 15 марта   | 13 апреля               | 13 мая    | 11 июня                 | 11 июля   | 9 августа               | 8 сентября              | 8 октября   | 6 ноября   | 6 декабря  | 4 января 1802          |                |
| Юлианский календарь                      | 1 февраля 1801  | 3 марта    | 1 апреля                | 1 мая     | 30 мая                  | 29 июня   | 28 июля                 | 27 августа              | 26 сентября | 25 октября | 24 ноября  | 23 декабря             |                |

* звёздочкой отмечены короткие месяцы (луны) продолжительностью 29 дней. Остальные месяцы длятся 30 дней.